# Samosir (Regierungsbezirk)
Samosir ist ein indonesischer Regierungsbezirk (Kabupaten) in der indonesischen Provinz Sumatra Utara. Mitte 2023 leben hier fast 144.000 Menschen, davon sind 50,52 Prozent (72.751) Frauen und 49,48 Prozent (71.243) Männer. Bei einer Bevölkerungsdichte von 77,8 Einwohner je Quadratkilometer kommen somit rechnerisch 97,93 Männer auf 100 Frauen.
Der Regierungssitz des Kabupaten Samosir ist die Stadt Pangururan. Den Namen hat der Regierungsbezirk von der Insel Samosir, die bekannt dafür ist, die größte Insel in einem See, der auf einer Insel liegt, zu sein.

## Geographie
Der Kabupaten Samosir liegt im mittig in der Provinz Sumatra Utara im Binnenland. Er erstreckt sich auf Höhen zwischen 904 und 2.157 Metern und ist zweigeteilt:
- Die im Tobasee liegende Insel Samosir mit sechs Distrikten (indonesisch Kecamatan) mit ca. 70 % der Bezirksbevölkerung und
- Der umgebende Teil auf dem „Festland“ mit drei Kecamatan, flächenmäßig etwas größer. Vom Kecamatan Pangururan befinden sich zwei Dörfer auf dem Festland, Desa Tanjung Bunga (2022: 1.538 Einw.) und Kelurahan Siogung-Ogung (1.824 Einw.). Sie sind durch einen Kanal von der Insel Samosir getrennt.

Zum Kabupaten Samosir gehören noch kleinere Inseln bzw. Eilande: Pulau Tolpin, P. Malau Satu, P. Malau Sua (alle im Kec. Simanindo) sowie Pulau Tilas, die zum Kecamatan Sinajur mula mula gehört.
Der Kabupaten erstreckt sich zwischen 2°21′38″ und 2°49′48″ n. Br. sowie zwischen 98°24′00″ und 99°01′48″ ö. L. Er grenzt im Nordosten an den Kabupaten Simalungun, im Osten an den Kabupaten Toba, im Süden an Tapanuli Utara, im Südwesten an Humbang Hasundutan, im Westen an Pakpak Bharat und im Nordwesten an Dairi.

### Wetter und Klima
Auf Grund der Nähe zum Äquator herrscht tropisches Klima. Es gibt zwei Perioden, die hauptsächlich das Wetter bestimmen, eine Trockenzeit von Juni bis September sowie die Regenzeit, die von Dezember bis März reicht. Drei Wetterstationen im Süden der Insel Samosir meldeten 2020 unterschiedliche Regenmengen und -zeiten:
- Onan Runggu: 4.768 mm Jahresniederschlag an 149 Tagen (August 20 mm/4 – September 719 mm/18)
- Nainggolan: 2.434 mm an 141 Tagen (Februar 73/5 – April 384 mm/19)
- Palipi: 858 mm an 182 Tagen (Oktober 10/5 – November 194 mm/28)[3]

Die Lage der 9 Kecamatan

## Verwaltungsgliederung
Administrativ unterteilt sich Samosir in 9 Kecamatan mit 134 Dörfern, neben den 128 ländlichen indonesisch Desa existieren sechs indonesisch Kelurahan mit städtischem Charakter. Die Distrikte auf der Insel Samosir sind deutlich dichter besiedelt und verstädtert als die Distrikte auf dem Festland. Seit dem Jahr 2012 wurden 17 Dörfer gebildet. Das flächenmäßig größte Dorf ist das Desa Partungkonaginjang im Kecamatan Harian (2020 174,15 km² – Ende 2022 100,83 km²).
| Code 1   | Kecamatan Distrikt  | Ibu Kota Verwaltungssitz | Fläche (km²) | Einw. Census 2010 2 | Volkszählung 2020 | Volkszählung 2020 | Volkszählung 2020 | Anzahl der Dörfer | Anzahl der Dörfer |
| Code 1   | Kecamatan Distrikt  | Ibu Kota Verwaltungssitz | Fläche (km²) | Einw. Census 2010 2 | Einwohner 3       | 0Dichte 40        | Sex Ratio 5       | Desa              | Kel. 6            |
| -------- | ------------------- | ------------------------ | ------------ | ------------------- | ----------------- | ----------------- | ----------------- | ----------------- | ----------------- |
| 12.17.01 | Simanindo           | Ambarita                 | 198,20       | 19.498              | 22.766            | 114,9             | 98,38             | 20                | 1                 |
| 12.17.02 | Onan Runggu         | Onan Runggu              | 60,89        | 10.329              | 11.122            | 182,7             | 97,30             | 12                | -                 |
| 12.17.03 | Nainggolan          | Nainggolan               | 87,86        | 11.849              | 12.871            | 146,5             | 98,35             | 13                | 2                 |
| 12.17.04 | Palipi              | Mogang                   | 129,55       | 16.087              | 18.209            | 140,6             | 98,81             | 17                | -                 |
| 12.17.05 | Harian              | Harian Boho              | 560,45       | 7.860               | 9.397             | 16,8              | 97,83             | 13                | -                 |
| 12.17.06 | Sianjur Mula Mula00 | Ginolat                  | 140,24       | 9.138               | 10.003            | 71,3              | 100,38            | 12                | -                 |
| 12.17.07 | Ronggur Nihuta      | Ronggur Nihuta           | 94,87        | 8.356               | 9.692             | 102,2             | 98,57             | 8                 | -                 |
| 12.17.08 | Pangururan          | Pasar Pangururan00       | 121,45       | 29.412              | 34.209            | 281,7             | 100,70            | 25                | 3                 |
| 12.17.09 | Sitio-tio           | Sabulan                  | 50,76        | 7.124               | 8.172             | 161,0             | 101,53            | 8                 | -                 |
| 12.17    | Kab. Samosir        | Kab. Samosir             | 1.444,25     | 119.653             | 136.441           | 94,5              | 99,23             | 128               | 6                 |

## Demographie
Die meisten der Bewohner sind Batak, die ihren Ursprung in der Region haben. Zur siebten Volkszählung im September 2020 (indonesisch Sensus Penduduk – SP2020) lebten im Regierungsbezirk Samosir 136.441 Menschen, davon 68.484 Frauen (50,19 %) und 67.957 Männer (49,81 %). Gegenüber dem letzten Census (2010) sank der Frauenanteil um 0,08 % (60.149 / 59.504).

### Bevölkerungsentwicklung 2004 bis 2019
| Jahr | männlich | weiblich | Gesamt  | Zuwachs (%) |
| 2019 | 62.731   | 63.457   | 126.188 | 0,29        |
| 2018 | 62.492   | 63.324   | 125.816 | 0,57        |
| 2017 | 62.214   | 62.885   | 125.099 | 0,48        |
| 2016 | 61.904   | 6.2592   | 124.496 | 0,57        |
| 2015 | 61.406   | 62.383   | 123.789 | 0,58        |
| 2014 | 61.080   | 6.1985   | 123.065 | 0,50        |
| 2013 | 60.810   | 61.639   | 122.449 | 0,68        |
| 2012 | 60.373   | 61.240   | 121.613 | 0,69        |
| 2011 | 60.104   | 60.668   | 120.772 | 0,93        |
| 2010 | 59.504   | 60.149   | 119.653 | Zensus      |
| 2009 | 65.023   | 67.000   | 132.023 | 0,36        |
| 2008 | 64.766   | 66.783   | 131.549 | 0,26        |
| 2007 | 64.562   | 66.643   | 131.205 | 0,07        |
| 2006 | 64.132   | 66.984   | 131.116 | 0,42        |
| 2005 | 64.283   | 66.285   | 130.568 | 0,38        |
| 2004 | 63.530   | 66.548   | 130.078 | -           |

Vorherrschende Religion im Bezirk ist das Christentum. Nur 1,10 Prozent der Bevölkerung (1.678 Personen) sind Muslime, ihr Anteil ist im Kecamatan Harain am höchsten (680 Menschen oder 9,08 %). Von den 151.427 Christen sind 56,6 Prozent Protestanten (86.459). Es gab 2020 nur diese drei Religionen im Regierungsbezirk. Die Gläubigen hatten 477 Kirchen (337/140) und 7 Moscheen bzw. kleinere Gebetsräume (indonesisch Mushola) zur Ausübung zur Verfügung. In fünf der neuen Kecamatan gab es nur Kirchen.

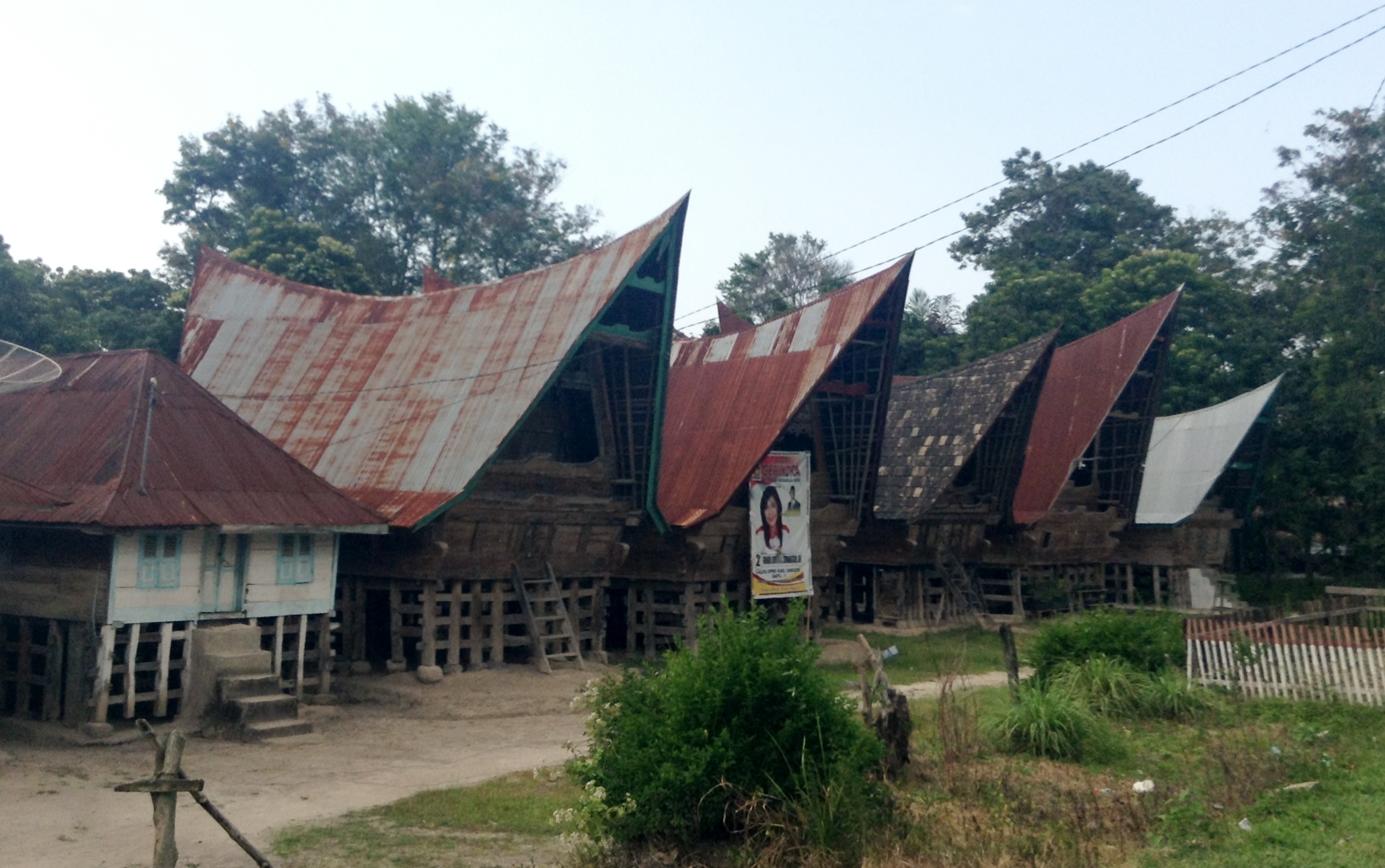
Traditionelle Batak-Häuser im Dorf Huta Bolon

### Soziale Daten 2020
| Merkmal                                                            | Kabupaten | 0Provinz Sumatra Utara0 |
| ------------------------------------------------------------------ | --------- | ----------------------- |
| Bev. unterh. der Armutsgrenze (Tsd.)0                              | 015,80    | 1.283,29                |
| Anteil der „armen Bevölkerung“ (indonesisch Penduduk miskin) (%)00 | 012,48    | 008,75                  |
| Arbeitslosenrate (%)                                               | 001,20    | 010,74                  |
| Lebenserwartung (in Jahren)                                        | 071,27    | 069,10                  |
| HDI-Index                                                          | 070,63    | 071,77                  |
| Analphabetenrate (in %, > 15 J.)                                   | ?         | 000,84                  |
| Abhängigenquotient (%)                                             | 060,47    | 048,32                  |
| Anteil der Altersgruppen                                           | 0Real0    | 0Prozentual0            |
| Kinder (<15 J.)                                                    | 41.4850   | 030,41                  |
| arbeitsfähige Bevölkerung (15–64 J.)                               | 85.0270   | 062,32                  |
| Rentner und Pensionäre (>65 J.)                                    | 09.9290   | 007,28                  |

### Aktuelle Bevölkerungsdaten vom Jahresende 2022
Nachfolgende Tabelle gibt den Einwohnerstand per 31. Dezember 2022 wieder.
| Kecamatan                     | Fläche km² | Einwohner gesamt | Männer | Frauen | Dichte Einw. je km² | Sex Ratio (100 M/F) |
| ----------------------------- | ---------- | ---------------- | ------ | ------ | ------------------- | ------------------- |
| Simanindo                     | 161,05     | 24.309           | 11.988 | 12.321 | 150,9               | 97,30               |
| Onan Runggu                   | 66,78      | 11.237           | 5.522  | 5.715  | 168,3               | 96,62               |
| Nainggolan                    | 71,31      | 13.174           | 6.484  | 6.690  | 184,7               | 96,92               |
| Palipi                        | 153,52     | 19.095           | 9.414  | 9.681  | 124,4               | 97,24               |
| Harian                        | 394,37     | 10.195           | 5.040  | 5.155  | 25,9                | 97,77               |
| Sianjar Mula Mula             | 138,69     | 10.420           | 5.182  | 5.238  | 75,1                | 98,93               |
| Ronggur Nihuta                | 88,35      | 10.065           | 5.001  | 5.064  | 113,9               | 98,76               |
| Pangururan                    | 120,20     | 36.243           | 18.069 | 18.174 | 301,5               | 99,42               |
| Sitio-Tio                     | 61,56      | 8.430            | 4.213  | 4.217  | 136,9               | 99,91               |
|                               |            |                  |        |        |                     |                     |
| Tanjung Bunga/Siogung-Ogung 1 | 11,70      | 3.362            | 1.670  | 1.692  |                     |                     |
|                               |            |                  |        |        |                     |                     |
| Umland (Festland)             | 606,32     | 32.407           | 16.105 | 16.302 | 53,4                | 98,79               |
| Insel Samosir                 | 649,51     | 110.761          | 54.808 | 55.953 | 170,5               | 97,95               |
| Kab. Samosir                  | 1.255,83 2 | 143.168          | 70.913 | 72.255 | 114,0               | 98,14               |

Einwohnerdaten der sechs Kelurahan (alle Stand 31. Dezember 2022):
- im Kecamatan Nainggolan:
  - Parhusip III: 518 Einw.
  - Sirumahombar: 1.072 Einw.
- im Kecamatan Simanindo:
  - Tuktuk Siadong: 2.562 Einw.
- im Kecamatan Pangururan:
  - Pasar Pangurura: 2.353 Einw. auf 2,35 km²
  - Pintu Sona: 2.136 auf 2,57 km²
  - Siogang-Ogang: 1.538 auf 4,33 km²

## Geschichte
1974 wurde der Kabupaten Tapanuli Utara durch das Gesetz Nr. 5 in fünf Entwicklungsregionen eingeteilt, darunter Region IV (Toba) und Region V (Samosir). In der Folge erfolgte im Jahr 1998 die Bildung des Kabupaten Toba Samosir. Hierbei wurden 12 Kecamatan aus dem Kabupaten Tapanuli Utara ausgegliedert, darunter auch die sechs noch heute bestehenden Kecamatan des (zukünftigen) Kabupaten Samosir. Die Kecamatan Nainggolan, Rongur Nihuta und Sitio-tio bestanden 1998 noch nicht.

Ende des Jahres 2003 wurde der Kabupaten Toba Samosir geteilt. Durch das Gesetz Nr. 36 wurden neun Kecamatan ausgegliedert und als Kabupaten Samosir eigenständig, die Territorialstruktur ist bis heute unverändert. Der amtierende indonesische Innenminister weihte am 7. Januar 2004 die Amtsträger in ihre neuenTätigkeiten ein.

## Tourismus
Samosir ist ein beliebtes Touristziel, insbesondere bei Rucksacktouristen. Ein Hauptort des Tourismus ist die Gemeinde Tuktuk, mit vielen Hotels und günstigen Übernachtungsmöglichkeiten. Erreicht werden kann die Insel über verschiedene Fähren, die regelmäßig verkehreren. Die Insel Samosir ist das Zentrum der Batak-Kultur und hat dementsprechend viele traditionelle Batak-Häuser mit den mächtigen gebogenen Satteldächern. Der Tourismus soll in den nächsten Jahren noch ausgebaut werden, da der Tobasee ein Teil des Tourismusgroßprojekts 10 neue Balis der indonesischen Regierung ist.